# Niels Peder Jensen
Niels Peder (N.P.) Jensen, född 26 oktober 1830, död 17 maj 1918, var en dansk militär och författare.
Jensen inträdde som frivillig i armén vid krigsutbrottet 1848, blev officer 1849, överste 1890 och erhöll avsked 1895. Jensen deltog i fälttåget 1848–1850, varunder han sårades vid Helligbæk 24 juli 1850 och samt i dansk-tyska kriget. Han tjänstgjorde i generalstaben 1860–1863 och 1870–1879. Jensen var en flitig militärförfattare och har bland annat utgett Napoleons Felttog 1814 (1891), Den første slesvigske Krig (1898), Den anden slesvigske Krig (1900), Den skaanske Krig 1675–1679 (1900), Kampen om Sønderjylland (4 band, 1913–1916) och Livserindringer 1830–1915 (1915–1917).

## Utmärkelser
- Riddare av Dannebrogorden,  1863[2]
- Dannebrogsmännens hederstecken,  1879[2]
- Kommendör av Dannebrogorden,  1894[2]
- Förtjänstmedaljen i guld,  1910[2]

[Redigera Wikidata]